# Barbro Beer
Barbro Ann-Marie Beer, född Selldén 17 juni 1923 i Göteborg, död 4 augusti 2021 i Stockholm, var en svensk diplomat.

## Biografi
Beer växte upp i Örebro och studerade vid Stockholms högskola, där hon avlade kandidatexamen som jurist 1947. Hon påbörjade sin färd mot diplomatyrket under sitt arbete vid svenska legationen och konsulatet i Bryssel. 1948 blev Barbro antagen som Sveriges första kvinnliga attaché hos Utrikesdepartementet. Barbro blev högt övervakad sin första tid på UD av media, specifikt hennes klädsel och utseende granskades. “Ung, charmfull och diskret elegant - så ser hon ut vår första kvinnliga diplomat, som i går gjorde sin entré i UD. Nyutnämnda attachén Barbro Selldén tillbragte sin första dag som första kvinnan i UD med att gå presentationsrond runt alla UD:s lokaler i stan och hälsa på allt diplomatfolket. För en diplomatkvinnas klädproblem hade hon inga bekymmer: man kommer ganska långt med en svart dräkt!" Tidigare hade dåvarande fröken Selldén arbetat på delvis Exportbolaget hemma i Sverige, där hon mötte motstånd som kvinna i arbetslivet av män som inte övertygades av att hon gav dem all information de bad om och blev ofta ombedd att hämta en man de kunde rådfråga istället. År efter antagningen som attaché beskrev hon hur det var svårare som kvinna att bli respekterad i yrket och att det speciellt var vanligare att stöta på problem i katolska länder.
Under sent 1950-tal och tidigt 1960-tal medverkade fru Beer i ett flertal svenska damtidningar i reportage om hennes klädval och garderob. Bonniers månadstidning "Eva" skrev i oktober 1957 en artikel om henne vid namn "Klädd för sitt yrke" och tre år senare publicerades ett uppslag om karriärskvinnor och deras kläder med namnet "i garderoben" där Barbro var en av profilerna.
Fröken Selldén blev Fru Beer när hon gifte sig med Henrik Beer, generalsekreterare för Internationella Rödakors- och rödahalvmånefederationen, IFRC. 1960 blev hon stationerad i Genève, Schweiz där hon bodde ihop med sin make. 1952 blev hon mor till Magnus Beer, fem år därefter tillkom Johan Beer och slutligen Gustaf Beer 1959. 
Barbro Beer arbetade från 1960 som byråchef på Europeiska frihandelssammanslutningen, EFTA. 1968 slutade hon sin anställning på UD och arbetade sedan på GATT med internationella handelsavtal. Hon övergick sedan till FN-organet Economic and Social Council for Europe, ECOSOC där hon arbetade med standardiseringsfrågor inom den europeiska industrin. Efter pensioneringen 1983 arbetade hon som redaktör för diverse ECOSOC-publikationer indom standardiseringsområdet fram till 1985.